# South Franklin (Maine)
South Franklin es un territorio no organizado ubicado en el condado de Franklin, en el estado estadounidense de Maine. Según el Censo de 2010 tenía una población de 69 habitantes y una densidad poblacional de 2,14 personas por km².

## Geografía
South Franklin se encuentra ubicado en las coordenadas 44°38′23″N 70°20′45″O / 44.63972, -70.34583. Según la Oficina del Censo de los Estados Unidos, South Franklin tiene una superficie total de 32,25 km², de la cual 32,16 km² corresponden a tierra firme y 0,09 km² (0,28%) es agua.

## Demografía
Según el censo de 2010, había 69 personas residiendo en South Franklin. La densidad de población era de 2,14 hab./km². Según la clasificación del censo, todos los habitantes de South Franklin eran blancos.